# Ann Patchett
Ann Patchett (Los Angeles, 2 december 1963) is een Amerikaans schrijver.

## Biografie
Patchett werd geboren in Los Angeles en verhuisde op haar vijfde naar Nashville, Tennessee. Ze bezocht de Sarah Lawrence College en de University of Iowa Writers' Workshop. In 1990 studeerde ze aan de Fine Arts Work Center in Provincetown, Massachusetts, waar ze haar eerste roman schreef, The Patron Saint of Liars.
Haar derde roman, The Magician's Assistant, was genomineerd voor de Orange Prize for Fiction en leverde haar een Guggenheim Fellowship op. Voor haar volgende boek, de wereldwijde bestseller Bel Canto, ontving ze de PEN/Faulkner Award en de Orange Prize for Fiction. Dit boek behaalde een oplage van meer dan een miljoen exemplaren in de Verenigde Staten en werd vertaald in 30 talen, waaronder het Nederlands: Belcanto.
In haar memoires Truth & Beauty uit 2004 beschrijft Patchett haar vriendschap met de schrijfster Lucy Grealy.
Patchett schrijft regelmatig voor onder meer The New York Times Magazine, O, The Oprah Magazine, Elle, Vogue en de Washington Post.

### Romans
- The Patron Saint of Liars (1992)
- Taft (1994)
- The Magician's Assistant (1997)
- Bel Canto (2001) 
  - Nederlandse vertaling: Belcanto (2002)
- Run (2007)
- State of Wonder (2011)
  - Nederlandse vertaling: Staat van verwondering (2011)

### Non-fictie
- Truth & Beauty: A Friendship (2004)